# منسيوس
منسيوس أو منشيوس أو منغ كو (بالصينية:孟子، مواليد 372 – 289 قبل الميلاد، أو 385 – 303 أو 302 قبل الميلاد) هو فيلسوف صيني كونفوشيوسي غالبًا ما وصِف بأنه «الحكيم الثاني» بعد المعلم الأول كونفوشيوس نفسه. عاش على الأرجح في حقبة الممالك المتحاربة، ويُقال إنه أمضى معظم حياته مسافراً في أرجاء الصين لتقديم المشورة لغير ما حاكم. تشكّل حواراته مع الحكّام أساس الكتاب المنسوب إليه، منسيوس، والذي خُلِّد فيما بعد كأهمّ الأدبيّات الكلاسيكيّة للكونفوشيّة.
تتلخّص إحدى أهم معتقدات منسيوس في أنّ البشر أخيار بطبعهم، وأنّ هذه المزيّة تستلزم الرعاية والبيئة الصالحة لكي تزدهر. وكان من تعاليمه أنه على الحكّام أن يكونوا على قدر مسؤولية مناصبهم من خلال الإحسان إلى رعاياهم، وفي هذا المعنى يكون الحكّام في خدمة المواطنين، لا العكس.

## حياته
وُلِد منسيوس، أو مينغ كو وهو اسمه عند الولادة، في مملكة زو، والتي تقع الآن في منطقة تسوشينغ، في مقاطعة شاندونغ، على بُعد 30 كيلو متراً فقط إلى الجنوب من تشيوفو مسقط رأس كونفوشيوس.
كان منسيوس حكيماً وفيلسوفاً صينياً رحّالة، وأحد أهمّ شارحي الديانة الكونفوشيّة. يُفترض أنّه كان تلميذاً لحفيد كونفوشيوس، زيسي. تقول الأسطورة إن منسيوس، كما كونفوشيوس من قبله، جابَ أرجاء الصين لأربعين عاماً لتقديم المشورة والنصائح الإصلاحيّة للحكام. خلال حقبة الممالك المتحاربة (403 – 221 قبل الميلاد)، خدم منسيوس كمسؤول وعالمٍ في أكاديمية جيتشيا في ولاية تشي (1046 – 221 قبل الميلاد) بين الأعوام 319 و312 قبل الميلاد. عبّر منسيوس عن برّه بوالدته عندما أخذ إجازة من مناصبه الرسمية في ولاية تشي بسبب وفاة والدته. مدفوعاً بخيبة أمله في تحقيق تغييرٍ يُذكر في عالمه المعاصر، انسحب منسيوس من الحياة العامة.
منسيوس مدفون في مقبرة منسيوس، الواقعة على بُعد 12 كيلومتراً شمال شرق منطقة تشوينغ الحضرية الرئيسية. تقف أمام قبره لوحةٌ تذكارية تحملها سلحفاة حجرية ضخمة متوّجة بتنانين.

### أمّه
تحظى أم منسيوس في الثقافة الصينية بمكانةٍ بارزةٍ كشخصية الأنثى المثالية. إحدى أشهر المصطلحات الصينية التقليدية ذات الكلمات الأربع 孟母三遷 هي: «تتحرك أم منسيوس في ثلاثة اتجاهات»؛ يُشير هذا المصطلح إلى أسطورة انتقال أم منسيوس بين ثلاثة بيوتٍ قبل استقرارها في الرابع الذي رأته مناسباً لتربية منسيوس. ويرمز المعنى الاصطلاحي إلى أهمية إيجاد البيئة الملائمة لتربية الأطفال.
توفّي والد منسيوس عندما كان صغيراً. تولّت أمّه، تشانغ 仉، تربيته بنفسها. عاشت هي وابنها في فقرٍ مُدقِع. في البداية، عاشا بالقرب من مقبرة، حيث وجدت الأمّ ابنها يقلّد حركات النائحين المستَأجَرين في مواكب الجنازات. لهذا السبب، قررت الأم الانتقال بعيداً. كان منزلهما التالي قريباً من سوق المدينة. وهناك أخذ الطفل يقلّد صيحات الباعة (كان يُنظر بازدراء إلى الباعة في التاريخ الصيني). ولذا قررت الأمّ الانتقال مرةً أخرى، واستقرّا قريباً من مدرسة. مُستلِهماً سلوك العلماء والطلبة، انكبّ منسيوس على الدراسة. قررت أمّه البقاء هناك، وتابع منسيوس دراسته حتى غدا عالماً.
ثمة قصة أخرى توضّح مقدار الأهمية التي أولَتْها أمّ منسيوس لتعليم ابنها. تقول الحكاية إنّه في صبا منسيوس، كان غائباً دون عذرٍ من المدرسة. وردّت أمّه على سلوكه المتسيّب هذا تجاه تعليمه بأنْ أخذت تقصّ نسيجاً كانت تحيكه أمامه. قصدت الأم أنْ تُريَ منسيوس أنّ المرء لا يمكنه الانسحاب قبل إنجاز المهمة التي بدأ بها، وألهم مثالُها هذا ابنَها لمتابعة دراساته باجتهاد.
ثمة أسطورة أخرى تضمّ أمه وزوجته؛ تقول الأسطورة إنه ذات مرة كانت امرأة منسيوس في البيت ولم يجدها جالسةً بطريقةٍ ملائمة. اعتقد منسيوس أنّ زوجته قد انتهكت طقساً مهماً، ولذلك طالب بالطلاق. ردعته أمّه بقولها إن كتاب الطقوس يُفيد بأنّه على المرء أن يستأذن بصوتٍ عالٍ قبل دخوله مكاناً ما، ليمنح الآخرين فرصة الاستعداد للقائه، وهو ما لم يفعله منيسوس في هذه الحالة، ما يعني أن منسيوس هو من خرق الالتزام بالطقوس، لا امرأته. في النهاية، أقرّ منيسوس بخطأه.
جاءت سيرة أم منسيوس بين سيَرِ 125 امرأةً كتب قصص حياتهنّ ليو شانغ (劉向) في كتابه «سِيَرُ حياة نساءٍ مثاليّات».

## أفكاره الرئيسية

### الطبيعة البشرية
في حين أن كونفوشيوس نفسه لم يركّز بشكل واضحٍ على موضوع الطبيعة البشرية، أكّد منسيوس على الخيريّة الفِطريّة للأفراد، معتقداً أن أثر المجتمع -وغياب التأثير الإيجابي المنمّي للفضائل- هو الملوم في خلق الشخصيات المتفلّتة أخلاقياً. «يصبّ كامل اهتمامه ليعرف كلٌّ طبيعته، بوسيلة التعلّم التي ليست سوى إيجاد الفِكر المفقود».

### البدايات الأربع
لإثبات الخيرية الفِطريّة في البشر، يضرب منسيوس مثال الطفل الذي يسقط في البئر. يشعر المشاهدون لهذه الواقعة مباشرةً 
«بالذعر والقلق، ويهرعون لإنقاذ الطفل، لا لينالوا صداقة والديّ الطفل، ولا للحصول على المديح من الجيران والأصدقاء، ولكن لكرههم أن تلحق بهم سمعةٌ شائنةٌ بانعدام حسّهم الإنسانيّ إلّم ينجدوا الطفل. فالشعور بالعطف على الآخرين هو بالتأكيد مُبتدأ الإنسانيّة؛ الشعور بالخزي والنفور من السوء هو مُبتدأ الاستقامة؛ والشعور بالاحترام والاستجابة هو مُبتدأ الكياسة؛ والشعور بالصواب والخطأ هو مُبتدأ الحكمة. بالنسبة للكثيرين، فهذه البدايات الأربع تكون بمثابة الأطراف الأربعة. أما الادعاء بوجود هاته البدايات الأربع وتركها دون تعزيز أو تنميةٍ لا ينجم عنه سوى إتلافها».
لدى الطبيعة البشرية نزعةٌ نحو الخيريّة، ولكن لا يمكن تلقين الصواب الأخلاقي بكلّ تفاصيله. لهذا السبب تفشل الضوابط الخارجية في الارتقاء بالمجتمع. في حين أنّ الارتقاء الحقيقي يأتي نتيجةً للتهذيب التربوي الذي يحصل في بيئةٍ ملائمة. وعلى هذا المنوال، تميلُ البيئة الطالحة إلى إفساد الإرادة البشرية. ورغم ذلك لا يُعدّ هذا دليلاً على فِطريّة الشرّ، لأن الإنسان الذي يفكّر بسويّة سيتجنّب حتماً إلحاق الضرر بالآخرين. يضع هذا المعتقد الفلسفي منسيوس في مكانةٍ بين الكونفوشيين مثل شونتشي الذي آمن أن الناس أشرارٌ بطبعهم، والطاويين الذين آمنوا أن البشر لا يحتاجون للتهذيب الروحي، بل يحتاجون فقط لقبول خيريّتهم الفِطريّة دون جهدٍ منهم.
يمكن للبدايات الأربع أن تنمو وتتطوّر، كما يمكن لها أن تضمحلّ وتفشل. بهذه المقاربة، يدمج منسيوس بين عناصر جوهرية للطاويّة والكونفوشيّة. يجب اللجوء إلى الجهد الفردي لإصلاح النفس، رغم أنّ الميول الفطرية صالحةٌ بذاتِها أصلاً. يُعدّ الهدف الأسمى للتربية والتعليم هو تعزيز الإحسان لدى الأفراد، وهو مبدأ يحمل اسم «رين» في الكونفوشيّة.

### التعليم
وفقاً لمسنيوس، على التعليم أن يُوقظ في الفرد قدراته الكامنة في العقل البشري.

### القدر
آمن مسنيوس بقدرة القدر على صوغِ أدوار بني البشر في المجتمع. ما هو مُقدّر لا يمكن توقّعه ولا تغييره بالفكر البشري. يظهر القدر عندما يبرز طريقٌ ما لم يكن متوقعاً وله دور بنّاء. لا يجب الخلط بين القدر والحتمية. أنكر مسنيوس أن السماء تعمل على حماية الفرد الذي لا يُلقي بالاً لأفعاله، قائلاً «إن الشخص الذي يؤمن بالقدر حقاً لا يقف قرب حائط يتهدّم». السبيل الحقّ هو السبيل الطبيعي والعفوي. يجب البقاء على هذا السبيل لأن «الطرق غير المعبّدة تملؤها الأعشاب». يعيش الشخص المؤمن بالقدر حياةً طويلةً وناجحة. ويموت الشخص المنكر للقدر قبل أوانه.

### أراؤه في السياسة
أكّد مسنيوس على أهمية المواطنين في الدولة. في حين أن الكونفوشية تحتفي بالحكام وتضعهم في مكانة عالية،  يجادل مسنيوس بأنه من المقبول أن يُطيح المواطنون بالحاكم الظالم أو حتى أن يقتلوه عندما يتجاهل حاجات شعبه ويحكمهم بطغيان. وسبب هذا أن الحاكم الذي لا يحكم بعدل لا يستحقّ الحُكم. في معرِض كلامه عن الإطاحة بحاكم مملكة شانغ الملك الطاغية جو، قال مسنيوس «لقد كان ما سمعته هو مقتل الشرير جو، وما لم أسمع به هو جريمة قتله كحاكم».
لا يجب أن يُحمل هذا القول على أنه دعوة للعنف ضد السلطات ولكن كتطبيق للفلسفة الكونفوشية في نطاق المجتمع. تتطلّب الكونفوشية توضيحاً لما قد يكون متوقعاً بشكل منطقي من أي علاقةٍ تنشأ. على جميع العلاقات أن ترتدّ بالنفع على جميع أطرافها، ولكن لكل علاقةٍ مبادئها الحاكمة أو منطقها الخاص. على الحاكم أن يستأهل منصب الحكم من خلال الإحسان إلى رعاياه، وإلّا، فليس له أن يتوقّع من المواطنين أن يطيعوه كحاكم. وفقاً لهذا الرأي، فالملك هو راعٍ مسؤولٌ عن الشعب.

## وصلات خارجية
- منسيوس (孟子) - موسوعة ستانفورد للفلسفة (بالإنجليزية)